# Калинополь
Калино́поль (укр. Калинопіль, до 2024 года — Катеринополь) — посёлок в Украине, в Звенигородском районе Черкасской области. Административный центр Катеринопольской поселковой общины

## Географическое положение
Посёлок Калинополь расположен в центральной части Украины, в Правобережье. Расположен в 112 км к западу от областного центра — г. Черкассы.
Посёлок располагается в исторической области Брацлавщина, в восточной части Подолья.
Автодорогами соединён с населёнными пунктами района и ближайшими городами: Уманью, Белой Церковью, Шполой и др.
В северной части населённого пункта проходит железная дорога. На остановочном пункте Катеринополь осуществляется пригородное сообщение по маршруту Черкассы — Христиновка — Умань. Дальнее сообщение, в том числе со Львовом, осуществляется на станции Звенигородка (пос. Ерки) в 7 км от Катеринополя.

## История
На территории посёлка обнаружены останки поселений IV—II вв. до н. е. Подтверждением являются археологические находки деятельности людей разных времен, которые обнаружены на территории района. Из них — многочисленные возле Катеринополя, Новоселицы, Россоховатки, Зализнячка, Шестаково, Кайтановки, Луковки, Киселевки, Мокрой Калигорки, Сухой Калигорки, Петраковки, Ямполя.

### XVI век
Местечко Калниболото основано в 1545 году. В 1566 году вошло в состав Брацлавского воеводства Великого княжества Литовского. После Люблинской унии вошло в состав Королевства Польского и получило от польского короля Сигизмунда II Августа привилегию, согласно которой жителям разрешалось заниматься ремёслами, торговлей и самоуправлением.
Ниже по течению р. Тикич был расположен хутор, получивший название Неберибисы. Он был основан казаком, придумавшим себе такое прозвище, от которого и пошло название хутора.
Население увеличивалось за счёт беглецов, подвергшимся барскому гнёту, несмотря на угрозу подвергнуться нападению татар с Дикого поля, которое начиналось за рекой Большая Высь. Существует версия, что предоставление привилегии Магдебургского права связано с личностью казака Калниболотка, который был не только отважным воином, но и политической фигурой, ведь не зря местечку было предоставлено такое право и дано название Калниболото.

### XVII век
Во времена национально-освободительной войны украинского народа Калниболото был городком Корсунского полка. В это время здесь проживало 317 казаков и 62 мещанина. Основным занятием казаков было земледелие.
После Андрусовского перемирия в 1667 году Калниболото снова оказалось под властью Речи Посполитой. Польская шляхта проводит политику, направленную на колонизацию и окатоличивание местного населения. Население всеми средствами боролось за сохранение своего родного языка, культуры и православной веры.

### XVIII век
В 1734 году на берегах реки Подпольной основана Новая Сечь, куда потянулись калниболотские беглецы. Здесь был заложен Калниболотский курень. Политическое, культурное и религиозное угнетение со стороны шляхты вызывало недовольство жителей, поднимало их на борьбу против своих угнетателей. В восстании гайдамаков, охватившем Правобережную Украину, активное участие принимали и калниболотские жители. В 1751 году гайдамаки взяли Калниболото и, пополнив свой отряд крестьянами и казаками, учинили расправу над местной шляхтой. В списке претензий к гайдамакам, переданным поляками правительству Российской империи, отмечается, что в Калниболоте гайдамаками нанесён ущерб на 10612 злотых.
В 1768 году иезуиты, поддерживаемые шляхтой, напали на Калниболото и расправились с жителями, вывезли православного попа Василя Шумовецкого в 3венигородку, где жестоко поиздевались над ним. Это вызвало большое возмущение жителей, и, когда началась Колиивщина, в Калниболоте был организован отряд повстанцев под руководством Лопаты. В то время близ поселения дислоцировался гайдамацкий отряд во главе с казаком Калниболотского куреня Макаром. Под натиском воинов отряд отступил в запорожские степи. Когда бугогардовский полковник потребовал, чтобы Калниболотский курень принял участие в преследовании Макара, казаки отказались это исполнить. Жители Калниболота не прекращали борьбу против шляхты и иезуитов и после жестокой расправы над участниками повстанческого движения поддерживали связь с калниболотскими казаками, которые находились в Новой Сечи, и населением Левобережной Украины.
В 1775 году Калниболото переходит во владение Ф. Солтика, который усиливает эксплуатацию крестьян и увеличивает поборы с населения.
Чтобы расположить к польской стороне жителей Калниболота, король Станислав Август Понятовский 30 апреля 1792 года во второй раз предоставил местечку привилегию, согласно которой Калниболото получило право свободной торговли, а также герб с изображением зубра на голубом фоне.
В 1793 году Правобережная Украина вследствие Второго раздела Речи Посполитой присоединена к Российской империи. Калниболото вошло в состав Брацлавского наместничества.
В 1795 году Калниболото переименовано в Екатеринополь и стало уездным городом Вознесенского наместничества, а с 1797 года — Киевской губернии.
В 1797 году здесь насчитывалось 458 дворов и проживало 2174 человека. Основным занятием жителей было земледелие, ремесленничество, торговля. В городе были 3 кузницы, 3 корчмы, 10 торговых лавок и винокурня. Работало 36 ремесленников.
В 1798 году уездным центром стала Звенигородка, а Екатеринополь стал центром волости. Крестьяне попадают в зависимость от О. Потоцкой, которая эксплуатировала их не меньше своих предшественников. На Ольховецком сахарном заводе крестьяне отрабатывали оброк по 14—16 часов в день при жестокой палочной дисциплине.
В конце века в Екатеринополе насчитывалось 450 евреев, которые отныне платили по злотому за 1 душу, и 198 христиан.

### XIX век
После перехода города в 1853 году в подчинение Киевской палаты государственных имуществ екатеринопольские крестьяне становятся государственными. В городе находилась квартира помощника начальника Черкасского округа, которому принадлежали крестьяне и волостная управа, возглавляемая старшиной.
В 1843 году в Екатеринополе открыто церковно-приходское одноклассное училище. В нём обучалось 100 мальчиков и 30 девочек. За пределами города славились екатеринопольские рукодельницы, которые в 1857 на выставке в Киеве за лучшие художественные работы были награждены грамотами и денежными премиями.
В 1859 году в городке проживало 3477 человек, в том числе дворян — 309, однодворцев — 174, мещан — 107, военных — 178, государственных крестьян — 1798. Главным занятием населения было по-прежнему было земледелие. Крестьяне сеяли пшеницу, рожь, коноплю и другие культуры. Техника выращивания культур была чрезвычайно отсталой: земля не удобрялась, обрабатывалась несвоевременно, урожаи собирались низкие, особенно на песчаных землях. Большой вред сельскому хозяйству наносила саранча, распространявшаяся со стороны херсонских степей. В 1855, 1856 и 1858 годах саранча полностью уничтожила посевы, а также травы, тростник, листья деревьев. Из-за гиблого сельского хозяйства крестьяне уходили на заработки в Подольскую, Херсонскую губернии или нанимались к богачам, которые их беспощадно эксплуатировали. Так, за полный день работы крестьянин зарабатывал 20 копеек.
Большую роль в городе играл чумацкий промысел. Многие жители отправлялись на Дон и в Крым, откуда привозили соль, рыбу и продавали на ярмарке или в соседних селениях. Многие были кожевниками, скорняками, портными, кузнецами, бондарями, столярами. Широко было развито производство гончарных изделий: домашней и декоративной посуды. Периодически в Екатеринополе устраивали ярмарки, где собиралось до 10 тыс. человек. Значительное место на этих ярмарках занимала продажа крупного рогатого скота и лошадей, которых пригоняли из херсонских степей.
Во второй половине XIX века развивается промышленность, ведётся строительство железной дороги. Индустриальный рост в этой местности требовал затрат топлива. В 1857 году близ Екатеринополя найдены залежи бурого угля. В 1861 году здесь выкопана шахт, где для сахарных заводов добывалось 700—800 тысяч пудов угля на год. За счёт жесточайшей эксплуатации рабочих шахта приносила углепромышленникам большую прибыль. Рабочий день на шахте длился 12—13 часов в сутки, вследствие частых обвалов погибало много рабочих.
После реформы 1861 года крестьяне получили 4966 десятин земли, в том числе 399 десятин непригодной (овраги, пески, болота). Сумма ежегодных выкупных платежей за землю составляла 4138 рублей 25 копеек, которые крестьяне выплачивали до 1913 года.
Развитие ремесла и торговли, добыча бурого угля способствовали росту населения Екатеринополя. В 1864 году здесь проживало 4487 человек. Большую роль в экономическом развитии города играла железная дорога, первый участок которой (Цветково — Шпола) был построен в 1885 году, а второй (Шпола — Тальное) — в 1889 году.
В 1895 году здесь насчитывалось 2888 православных, 19 католиков и 2016 евреев.

### XX век
Положение крестьян ухудшилось в начале XX века. Почти каждая семья была нищей. Из 5194 десятин земельного фонда крестьянам принадлежало 4977 десятин, церкви — 110, казне и железной дороге — 62. В среднем на двор причислялось по 3 десятины, однако кулаки имели по 15—20 десятин, а бедняки — по 1—2 или нисколько. Поэтому они вынуждены были подрабатывать в окрестных селениях. Постепенно Екатеринополь сам становится большим рабочим местом. Здесь появляются частные предприятия. В течение 1909—1912 годов построена первая механическая мельница в Екатеринополе, которая перемалывала 5—7 тонн зерна в сутки. Движущей силой в ней был «дизель», работавший на нефти. В 1913 году начала работать маслобойня с гидравлическим прессом.
Тяжёлое материальное положение трудящихся Екатеринополя вызвало их недовольство. 3а призыв крестьян к восстанию в 1877 году имперские судьи обвинили жителя Екатеринополя В. Тердзивола. 10 апреля 1902 года в Киевскую тюрьму посадили жителя города Г. В. Коханенко. В годы столыпинской реформы ещё больше усилился процесс классового расслоения населения. В 1912 году в городке насчитывалось 1021 хозяйство, из которых 51 — совсем не мало земли.
Не лучшим было и социально-бытовое положение трудящихся. В 1900 году в Екатеринополе работала больница с 1 врачом и фельдшером, действовало 2 аптеки. Развитие города, рост его населения требовали дальнейшего развития народного образования, но императорское правительство не спешило с выделением средств на это. В 1869 году в Екатеринополе была открыта одноклассная приходская школа, где обучалось 80 учеников в мужском отделении и 22 в женском. С 1905—1906 учебного года школа становится двухклассной, где 3 учителя обучали 95 юношей и 35 девушек. В следующем году при ней открыта библиотека, которая насчитывала 752 книги и журнала. В 1911 году начало работать четырёхклассное училище на 180 мест для обучения детей с 20 населённых пунктов.
Первая мировая война нанесла большой ущерб трудящимся Екатеринополя. В 1916 году из 5000 десятин земли засеяли только 1935 десятин. Это было следствием массовой мобилизации всего взрослого мужского населения: на фронт забрали 40 % трудящихся.
В ноябре 1917 года в Екатериноноле был сформирован отряд вольного казачества.
В первой половине марта 1918 года Екатерипониль оккупировали немецко-австрийские войска. Во время 3венигородского восстания в июне 1918 года партизанский отряд возглавил борьбу крестьян Екатериноноля и окружающих сёл против врага. Повстанцы портили телеграфную и телефонную связь, разрушили железнодорожные пути и мост через реку Гнилой Тикич возле станции 3венигородка. Активное участие во взятии станции и города принимали звенигородцы и екатеринопольцы, но превосходящими силами врага наступления повстанцев были подавлены.
После изгнания в конце ноября 1918 года немецких захватчиков Катеринополь был освобождён вооружёнными силами Украинской Народной Республики.
5 марта 1919 года части Красной Армии захватили Катеринополь.
Летом 1919 года, когда Красная Армия вынуждена была отступить под натиском белогвардейских войск, место боёв сдвинулось в направлении Киева. В конце декабря 1919 года Красная Армия вновь захватила Катеринополь.

#### Первые годы советской власти
В начале января 1920 года на сельском собрании избрали новый состав волостных ревкома и парткома. 25 февраля состоялись выборы в сельский Совет. Подавляющее большинство избранников составляли крестьяне-бедняки. Летом 1920 года создан сельский комитет бедноты, объединивший сельскую бедноту и часть середняков.
С марта 1923 года Катеринополь — районный центр Катеринопольского района Уманского округа Киевской губернии.
В 1933 году здесь началось издание районной газеты.

#### Вторая мировая война
Нападение фашистской Германии на Советский Союз прервало мирную жизнь. Для борьбы с немецкими парашютистами-диверсантами в селе создан истребительный батальон. 29 июля 1941 года немецкие войска захватили Катеринополь. Отныне он находился под немецкой оккупацией.
Немецкие захватчики ограбили и уничтожили машинно-тракторную станцию (МТС), разрушили рабочую базу колхозов, сожгли много построек. 6 сентября было расстреляно 30 человек, в том числе председатель сельсовета М. С. Пономаренко и председатель колхоза Морозюк.
8 марта 1944 года войска 2-го Украинского фронта отвоевали Катеринополь у немцев.
930 жителей села сражались на фронтах Великой Отечественной войны, 497 из них не вернулись к родным очагам, 25З награждены орденами и медалями.
9 апреля 1944 года 525 детей снова сели за школьные парты. Начала выходить газета «Колгопсник» (рус. «Колхозник»).

#### Послевоенные годы
В 1947 году создана новая артель «Побутремонт» (рус. «Бытремонт»), к которой через год присоединилась артель «Искра». Она выполняла заказ трудящихся района по ремонту одежды, обуви, часов. При артели работало фотоателье.
В 1948 году при МТС вступает в строй электростанция, машинный парк пополняется 26 новыми машинами.
В 1950 году МТС обслуживала 13 колхозов района, обрабатывая 21500 га пахотной земли. В 15 тракторных бригадах работало 98 трактористов.
В октябре 1950 года общее собрание колхозников артелей им. Петровского, им. Карла Маркса, им. Сталина приняли решение объединиться в одну артель «Дружба».
В 1959 году к колхозу «Дружба» присоединилась Шестаковская артель им. Фрунзе.
В 1962 году в ходе административной реформы Катеринопольский район упразднён.
В январе 1963 года произошло объединение артелей им. Ленина и «Дружба» в одну артель им. Ленина.
В 1965 году Катеринополь отнесён к категории посёлков городского типа, а с декабря 1966 посёлок становится центром вновь образованного Катеринопольского района.
В 1980-х годах все колхозы объединили в один. Произошли изменения в здравоохранении. Если в 1929 году работали 15 медицинских работников, то теперь их было более ста. Рабочая молодёжь училась в заочной школе и училище.
На 1985 год в районе действуют 27 сильных сельхозпредприятий, мясокомбинат, плодоовощной комбинат, нефтебаза, завод продовольственных товаров, сахарный завод, 5 кирпичных заводов, мощные базы сельхозтехники и сельхозхимии, автопарк, райагрострой, швейная фабрика «Маяк», элеватор.
В посёлке работали две средних школы, дом пионеров, дом детскогоо творчества, музыкальная школа. При «Сельхозтехнике» управляющим С. С. Пономаренко организован мужской хор (хормейстер A.M. Волынец, концертмейстер — B.C. Лихолат). За успешное выполнение концертных программ хор награждён дипломом от Министерства культуры УССР, а во время руководства следующего главы «Сельхозтехники» Байдаченко Александра Ивановича по решению республиканского профсоюза хору присвоено звание народной самодеятельской мужской хоровой капеллы. Звания заслуженного работника культуры удостоилась директор районной библиотеки Валентина Александровна Зозуля.
В январе 1989 года численность населения составляла 7107 человек.

#### Постсоветское время
С 1991 года Катеринополь — в составе независимой Украины.
В 1990-х годах присвоено звание народной мужской капелле «Калниболотский курень» (руководитель — Александр Николаевич Луцишин). Повторное подтверждение этого звания капелла удостоена при руководстве Анатолия Михайловича Волынца.
В мае 1995 года Кабинет министров Украины утвердил решение о приватизации находившихся здесь птицекомбината и райсельхозхимии, в июле 1995 года было утверждено решение о приватизации ремонтно-механического завода.
В конце 1990-х годов была построена Свято-Михайловская церковь.
Постановлением коллегии управления культуры Черкасской облгосадминистрации от 29.04.2003 года № 5/2, учитывая высокий уровень мастерства, присвоено почётное звание «Народный любительский ансамбль» вокальному женскому ансамблю «Ностальгия» (руководитель — Монахова Нина Владимировна) и ансамблю народной музыки «Гойда» (руководитель — Коваль Вячеслав Иванович).[значимость факта?]
На 1 января 2013 года численность населения составляла 5719 человек.
С 2013 года функционирует информационный веб-портал посёлка.
В сентябре 2024 года решением Верховной Рады Украины посёлку было присвоено название Калинополь

## Известные уроженцы
- Семён Григорьевич Грызло (1887?—1921) — военный и общественный деятель времен УНР, организатор Вольного казачества, Генеральный есаул Вольного казачества, повстанческий атаман, сотник Армии УНР, участник восстания на броненосце «Потёмкин».
- Михаил Добровольский (1904—1975) — советский военный деятель.
- Вольф Ладежинский (1899—1975) — видный американский экономист-реформатор.
- Александр Евгеньевич Лысенко (род. 1955) — заведующий отделом истории Украины периода Второй мировой войны Института истории Украины НАН Украины.
- Василий Семёнович Олейников (1920—1946) — участник Великой Отечественной войны, Гвардии лейтенант Советской Армии, Герой Советского Союза.
- Анатолий Фёдорович Пономаренко (род. 1922) — Заслуженный художник Украины, член Национального союза художников Украины, участник Великой Отечественной войны.
- Алексей Романович Шуляченко (1841—1903) — учёный-химик, создатель «русского цемента».